# Попов, Евгений Семёнович
Евгений Семёнович Попов (7 февраля 1945, Чита) — советский и российский государственный деятель, администратор в сфере культуры, инженер-строитель.
С 1984 по 2001 гг. — начальник управления культуры Пензенского облисполкома, глава департамента культуры Пензенской областной администрации, руководитель департамента культуры правительства Пензенской области, Министр культуры Пензенской области.

## Биография
Родился 7 февраля 1945 года в Чите.
Окончил Пензенский строительный техникум (1964), Пензенский инженерно-строительный институт (1974), Саратовскую Высшую партийную школу (1982).
В 1964 году работал каменщиком, затем мастером СМУ № 1. После службы в Советской Армии (1964—1967 гг.) инженер отдела капитального строительства Пензенского горисполкома, затем пензенской областной конторы Стройбанка СССР. В 1975—1977 гг. — главный инженер — начальник отдела по строительству управления сельского хозяйства Пензенского облисполкома.
В 1977—1984 гг. — заместитель начальника управления культуры Пензенского облисполкома, инструктор, затем заместитель заведующего отделом пропаганды и агитации Пензенского обкома КПСС.
С 1984 по 1992 гг. — начальник управления культуры Пензенского облисполкома. С 1992 по 1999 гг. — глава департамента культуры Пензенской областной администрации, руководитель департамента культуры правительства Пензенской области. С 1999 по 2001 гг. — министр культуры Пензенской области.
Один из организаторов и руководителей подготовки «Пензенской энциклопедии»; был председателем её редакционного совета. Активно способствовал реализации региональных культурных программ, развитию музейного и издательского дела, народного творчества и художественной самодеятельности, созданию новых профессиональных учреждений культуры.
В настоящее время — на пенсии. Живёт в Пензе.

### Награды
- Орден Дружбы (1995).